# Експеримент Келлога
Експеримент Келлога — експеримент американського біолога Уінтропа Келлога (1898—1972) з виховування малюка шимпанзе в родині людей разом з дитиною-однолітком . Коли їхньому синові Дональду виповнилося 10 місяців, Унтроп Келлог і його дружина Люелла придбали 7-місячного шимпанзе, якого стали виховувати як «брата» Дональда. Незважаючи на створені їм рівні умови, через 9 місяців Дональд обігнав свого «брата» у розвитку.
У 1931 році цей незвичайний експеримент провела родина американських біологів, замисливши зробити «мауглі-навпаки» і спробувати виховати мавпячого дитинчата в людській родині. Спочатку вчені хотіли переселитися зі своїм маленьким сином Дональдом на Суматру, де неважко було б серед орангутанів знайти компаньйона для сина, але на це не вистачило грошей. Однак Єльський центр з вивчення людиноподібних мавп позичив їм маленьку 7-місячну самицю шимпанзе, яку звали Гуа.
Подружжя Келлог знали, що майже за 20 років до їхнього експерименту російська дослідниця Надія Ладигіна вже намагалася виховувати, як виховують дітей, але без участі самих дітей, однорічного шимпанзе і за три роки не досягла успіхів.
Гуа стали виховувати нарівні з Дональдом. Вони сподобалися один одному і незабаром стали нерозлучні. Експериментатори записували кожну деталь, проводили досліди: хто швидше здогадається, як за допомогою палиці добути печиво, підвішене до стелі посеред кімнати на нитці чи якщо зав'язати очі і покликати за ім'ям, хто краще визначить напрямок, звідки йде звук. В обох тестах перемогла Гуа. Зате Дональд власноруч почав щось малювати олівцем на аркуші. Гуа часто пересувалася на двох ногах і навчилася їсти ложкою, навіть стала трішки розуміти людську мову, проте її збивало з пантелику перевдягання знайомих людей. Вона не змогла вивчити жодного слова, або освоїти найпростішу дитячу гру.
Спроби наблизити мавпу до людини під впливом виховання виявилися швидше невдалими. Експеримент довелося перервати, коли з'ясувалося, що в 19 місяців Дональд освоїв лише три слова і бажання поїсти він став висловлювати типовим мавпячим звуком на кшталт гавкотіння. Гуа відіслали назад в розплідник.